# Holorusia lepida
Holorusia lepida är en tvåvingeart som först beskrevs av Alexander 1924.  Holorusia lepida ingår i släktet Holorusia och familjen storharkrankar. Inga underarter finns listade i Catalogue of Life.